# スター誕生 (1976年の映画)
『スター誕生』（スターたんじょう、原題: A Star Is Born）は、1976年のアメリカ合衆国の音楽映画。監督はフランク・ピアソン、出演はバーブラ・ストライサンドとクリス・クリストファーソンなど。1937年の映画『スタア誕生』の1954年版に次ぐリメイクだが、舞台を映画業界から音楽業界に変更している。また登場人物の名前も一部異なっている。主演のストライサンドが作曲して歌った主題歌「スター誕生の愛のテーマ」が大ヒットし、アカデミー歌曲賞やグラミー賞最優秀楽曲賞などを受賞した。

## 製作

### 音響
製作総指揮・主演のバーブラ・ストライサンドの意向により、映画として初めてドルビーステレオが使用された。なおミックス作業に時間がかかり予算が超過したため、バーブラは100万ドルの自己資金を使ったが、最終的に音の良さに納得した編集スタジオが負担することとなった。
当時の映画はモノラルが普通であり、ドルビーがステレオ化を持ちかけても映画館の改修が必要となるため映画スタジオは相手にしなかった。しかし発言力と資金力を持つバーブラが賛同したことでステレオで製作され、映画館の改修も進んだ。これにより1977年公開の『スター・ウォーズ』は環境が整う状態で上映が可能であった。なお当時のバーブラはステレオが一般的だと思っていたという。

## キャスト
| 役名               | 俳優                       | 日本語吹替                                                                                       |
| 役名               | 俳優                       | テレビ朝日版                                                                                     |
| ------------------ | -------------------------- | ------------------------------------------------------------------------------------------------ |
| エスター・ホフマン | バーブラ・ストライサンド   | 松金よね子                                                                                       |
| ジョン・ノーマン   | クリス・クリストファーソン | 苅谷俊介                                                                                         |
| ブライアン         | ポール・マザースキー       | 細井重之                                                                                         |
| リッチ             | ゲイリー・ビジー           | 安原義人                                                                                         |
| ベイビー           | M・G・ケリー               | 銀河万丈                                                                                         |
| フレディ           | ジョアン・リンヴィル       | 野沢雅子                                                                                         |
| ゲイリー           | オリヴァー・クラーク       | 秋元羊介                                                                                         |
| マーティ           | ロバート・イングランド     | 千田光男                                                                                         |
| 不明 その他        |                            | 鳳芳野 上田敏也 沼波輝枝 幹本雄之 鵜飼るみ子 達依久子 村松康雄 屋良有作 佐々木るん 小滝進 島香裕 |
|                    |                            |                                                                                                  |
| 演出               | 演出                       | 蕨南勝之                                                                                         |
| 翻訳               | 翻訳                       | 宇津木道子                                                                                       |
| 効果               | 効果                       | 遠藤堯雄/桜井俊哉                                                                                |
| 調整               | 調整                       | 前田仁信                                                                                         |
| 制作               | 制作                       | 東北新社                                                                                         |
| 解説               | 解説                       | 淀川長治                                                                                         |
| 初回放送           | 初回放送                   | 1985年9月8日 『日曜洋画劇場』                                                                    |

## スタッフ
- 監督：フランク・ピアソン
- 脚本：ジョン・グレゴリー・ダン（英語版）、ジョーン・ディディオン、フランク・ピアソン
- 原案：ウィリアム・A・ウェルマン、ロバート・カーソン
- 製作：ジョン・ピーターズ
- 製作総指揮：バーブラ・ストライサンド
- 音楽監督：ポール・ウィリアムズ
- 音楽：ケニー・アスチャー
- 撮影：ロバート・サーティース
- 編集：ピーター・ツィンナー

## 作品の評価

### 映画批評家によるレビュー
Rotten Tomatoesによれば、批評家の一致した見解は「印象に残る音楽の不足、主演2人の相性の悪さ、長ったらしい上映時間のせいで、『スター誕生』の今回の現代風リメイクはすぐに消えてしまうだろう。」であり、39件の評論のうち高評価は36%にあたる14件で、平均点は10点満点中5.4点となっている。
Metacriticによれば、9件の評論のうち、高評価は4件、賛否混在は5件、低評価はなく、平均点は100点満点中59点となっている。

### 受賞歴
- 受賞
  - 第49回アカデミー賞歌曲賞：「スター誕生の愛のテーマ」（バーブラ・ストライサンド、ポール・ウィリアムズ）
  - ゴールデングローブ賞 作品賞 (ミュージカル・コメディ部門)
  - ゴールデングローブ賞 主演女優賞 (ミュージカル・コメディ部門)：バーブラ・ストライサンド
  - ゴールデングローブ賞 主演男優賞 (ミュージカル・コメディ部門)：クリス・クリストファーソン
  - ゴールデングローブ賞 主題歌賞：「スター誕生の愛のテーマ」
  - ゴールデングローブ賞 作曲賞：ケニー・アスチャー他
  - 第20回グラミー賞最優秀楽曲賞：「スター誕生の愛のテーマ」（バーブラ・ストライサンド、ポール・ウィリアムズ）
- ノミネーション
  - 第49回アカデミー賞撮影賞：ロバート・サーティース
  - 第49回アカデミー賞音楽賞：ポール・ウィリアムズ
  - 第49回アカデミー賞録音賞：トム・オーヴァートン、ロバート・グラス他

## サウンドトラック
サウンドトラック盤は1976年にコロムビア・レコードより発売された。